# Resurrezione di Lazzaro (Sebastiano del Piombo)

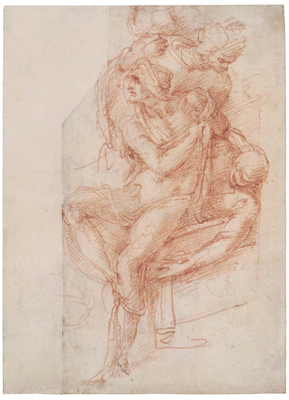
Il disegno di Michelangelo al British Museum (1516 circa)

La Resurrezione di Lazzaro è un dipinto a olio su tela (381x289 cm) di Sebastiano del Piombo, databile al 1516-1519  conservato nella National Gallery di Londra.

## Storia
Alla fine del 1516 o all'inizio del 1517 Giulio de' Medici (futuro Clemente VII) commissionò due pale d'altare per la cattedrale della sede episcopale di Narbonne, di cui era titolare dal 1515, una a Sebastiano del Piombo (la Resurrezione di Lazzaro, appunto), e una a Raffaello, la Trasfigurazione.
Nell'abituale contesa tra Raffaello e Michelangelo alla corte papale fu naturale per il Buonarroti aiutare l'amico veneziano offrendogli i propri disegni per la pala, in particolare per le figure del Salvatore e di Lazzaro (del quale resta un disegno autografo al British Museum). Una lettera di Leonardo Sellaio a Michelangelo datata 19 gennaio 1517 accenna proprio alla doppia commissione, ricordando il disappunto del Sanzio per essere finito in quella sorta di competizione: «Ora mi pare che Raffaello metta sotosopra el mondo, perché lui [il Piombo] non la faca [faccia], per non venire a' paraghonj».
I due artisti ritardarono il più possibile il completamento delle rispettive pale per non rivelarsi per primi. Alla fine fu Sebastiano a consegnare la pala, che venne spedita in Francia, mentre quella di Raffaello rimase incompleta dopo la morte dell'artista, nel 1520 e successivamente trattenuta a Roma.
L'opera di Sebastiano del Piombo invece, dopo le secolarizzazioni, passò per varie collezioni private, prima di venire acquistata dal museo londinese nel 1824, dagli Angerstein.

## Descrizione e stile
Il soggetto della pala è la resurrezione di Lazzaro, miracolo di Gesù narrato nel Vangelo di Giovanni (11). Alla richiesta di Marta e Maria, Cristo visita la tomba del loro fratello Lazzaro, morto qualche giorno prima, e lo risuscita. La scena, che di per sé si prestava a una rappresentazione dinamica, mostra il Salvatore che, rialzato leggermente su un gradino con un gesto eloquente, indica Lazzaro seminudo che si ridesta togliendosi le bende che lo avvolgono, nella sorpresa generale. Gruppi si accalcano sul primo piano, anche troppo affollato, mentre il respiro si allarga nel paesaggio nello sfondo, con ancora due gruppi di figure come quinte e una veduta cittadina con rovine e un ponte che ricorda Roma.
L'orchestrazione cromatica spetta sicuramente a Sebastiano, che ormai si era definitivamente allontanato dal tonalismo veneto della sua formazione. Spiccano infatti tonalità vivaci e contrastanti, anche se leggermente velate dall'atmosfera, che conferisce un'intonazione emozionale e misteriosa alla scena.